# Vincent C. Gray
Pour les articles homonymes, voir Gray.
Vincent Condol Gray, né le 8 novembre 1942 à Washington D.C., est un homme politique américain, membre du Parti démocrate et maire du district de Columbia de 2011 à 2015.

## Biographie
Démocrate, Vincent Gray est membre du conseil du district de Columbia pour le Ward 7 de 2005 à 2007, date à laquelle il accède à la présidence de cette instance. Le 14 septembre 2010, il est désigné candidat pour le poste de maire de district de Columbia, à l'issue d'une primaire démocrate où il bat le maire sortant Adrian Fenty. Le 2 novembre suivant, il est élu maire avec 74,20 % des suffrages. Il prend ses fonctions le 2 janvier 2011.
En lice pour un second mandat, il est battu le 1er avril 2014, à l'issue de la primaire démocrate qui voit la victoire de Muriel Bowser, membre du conseil du district de Columbia, qui est élue maire le 4 novembre suivant et succède à Gray le 2 janvier 2015.